# Augusto Zamith
Augusto Araújo Lopes Zamith (Carangola) foi um químico e professor universitário brasileiro.
Ele era professor catedrático do Instituto de Química da Universidade Federal do Rio de Janeiro (UFRJ), quando foi aposentado compulsoriamente em abril de 1969 com base no AI-5 durante a ditadura militar de 1964.

## Biografia
Augusto Araújo Lopes Zamith, nasceu em Carangola, cidade situada no interior mineiro. Oriundo de uma família pobre, ele se mudou para a cidade de Rio de Janeiro com o objetivo de concluir seus estudos secundaristas e, então, poder ingressar na universidade.
Enquanto se preparava para o vestibular, Augusto Zamith trabalhava dando aulas particulares de química, física e de matemática, até mesmo para os seus colegas secundaristas.
Após a aprovação no vestibular, ele ingressou na Escola Nacional de Química da Universidade do Brasil. Nessa instituição universitária, ele se tornou um dos discípulos do professor Carneiro Felippe, um engenheiro formado pela Escola de Minas de Ouro Preto, formando com os também estudantes João Christovão Cardoso e Carlos Chagas Filho a "primeira geração de físico-químicos do Rio de Janeiro".
Em meados da década de 1940 foi aprovado em concurso para perito criminal, porém, seguiu a vida acadêmica, quando Zamith conseguiu ingressar na carreira docente na Escola Nacional de Química da Universidade do Brasil, vindo a se tornar, por concurso público, Professor Catedrático da cadeira de Físico-Química e, no final da década de 1960, o Diretor da Escola Nacional de Química da Universidade Federal do Rio de Janeiro (novo nome dado à antiga Universidade do Brasil).
Augusto Zamith orientou a primeira tese de mestrado em Engenharia Química na UFRJ, a dissertação “Adsorção física: teoria e modelos” que foi defendida pelo seu orientando, o mestrando Nelson Trevisan, em 29 de fevereiro de 1964.
Concomitantemente ao seu cargo docente na Escola Nacional de Química, Augusto Zamith era também professor titular do Centro Brasileiro de Pesquisas Físicas (CBPF) onde exerceu a chefia do Departamento de Ensino, além de ter sido ainda professor do Instituto de Óleos, um antigo órgão público vinculado ao Ministério da Agricultura.
Após a anulação de sua aposentadoria, ele retomou às atividades docentes na UFRJ, sendo que em 1971, ele passou a ser Professor Titular e Chefe do Departamento de Físico-Química do IQ-UFRJ, cargos que exerceu até 1980, quando ocorreu a sua aposentadoria na instituição.

## Principais obras
- "Interpretation statistique de l'isotherme de Freundlich dans le domaine de très faibles concentrations". J. Chim. Phys., vol. 51, pp. 260-2. 1954 (com J. Danon);
- "Solvent extraction of polonium from nitric acid solutions". Nature, vol. 177, pp. 746-7. 1956 (com J. Danon);
- "Ion-exchange and solvent-extraction studies with polonium". J. Phys. Chem., vol. 61, pp. 431-4. 1957 (com J. Danon).

## Homenagens
A UFRJ criou a Medalha Augusto Araújo Lopes Zamith para homenagear os estudantes de Química que se destacarem por seus estudos, a exemplo de Aïda Espinola, uma das vencedoras desta premiação.